# Xerocomus chrysonemus
Xerocomus chrysonemus är en svampart som beskrevs av A.E. Hills & A.F.S. Taylor 2006. Xerocomus chrysonemus ingår i släktet Xerocomus och familjen Boletaceae.   Inga underarter finns listade i Catalogue of Life.